# Garðaríki

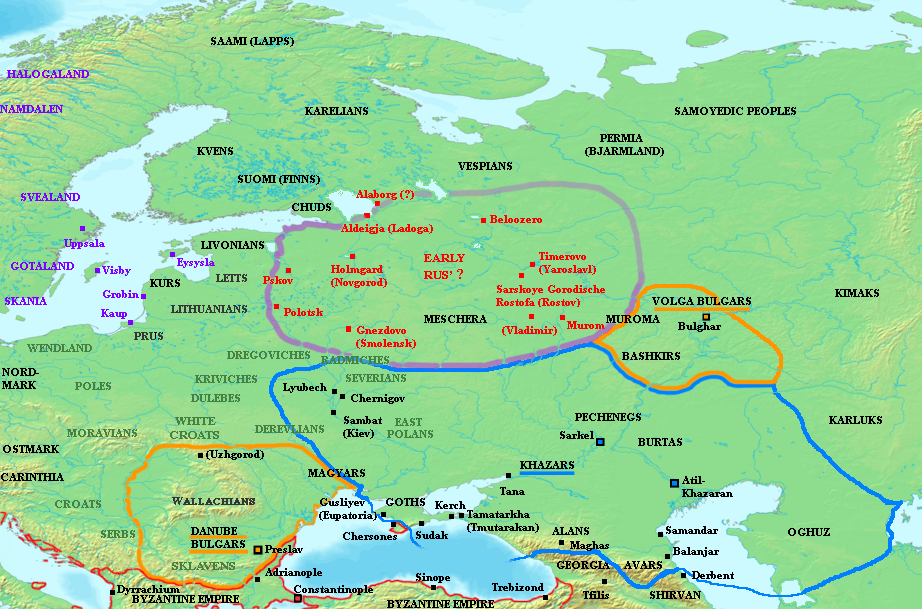
Carte montrant les établissements varègues ou Rus' (en rouge) et les emplacements des tribus slaves (en gris) au milieu du IX. L'aire d'influence des Khazars est entourée en bleu

Garðaríki ou Garðaveldi est un terme de vieux norrois utilisé au Moyen Âge pour désigner les États autour de Novgorod. Le terme raccourci, garðar fait référence au même pays tout comme le terme générique pour l'« Est », Austr et ses dérivés : Austrvegr (« La route orientale »), Austrlönd (« Les terres de l'Est ») et Austrríki (« Le royaume de l'Est »). Un troisième jeu de mots consiste en Sviþjóð hin mikla (« La grande Suède ») et Sviþjóð hin kalda (no) (« La Suède froide ») qui font probablement référence au fait que la plupart des colons Viking de la région venait de l'est de la Scandinavie.
La signification du mot Garðaríki est généralement comprise comme « le royaume des villes fortifiées » ou « le royaume des cités fortifiées », qui fait probablement référence aux forts norrois situés le long de la rivière Volkhov entre Lioubcha et Ladoga. Ces forts ayant à se défendre notamment contre le royaume des Khazars jusqu'à la fin du IXe siècle ont eu pour conséquence de donner naissance au premier État slave oriental, la Rus' de Kiev.
Garðr (génitif pluriel garða) est un terme vieux norrois ayant un large champ sémantique, mais qui dans des composés comme Garðaríki désigne plus spécifiquement des fortifications ou un château, et par extension, des villes fortifiées. Il est apparenté aux mots d'ancien français jart (normanno-picard gart) doublet de jardin, d'origine vieux bas francique. Ríki est comme l'allemand Reich issu du proto-germanique *rīkiją et désigne une puissance politique, un royaume. Il est apparenté à l'adjectif français riche.
Comme les Varègues ont principalement occupé les terres constituant le nord de l'actuelle Russie, leurs sagas considèrent la ville de Holmsgardr (Holmgarðr, Novgorod) comme la capitale de Garðaríki. D'autres villes de la région mentionnées dans les sagas sont Aldeigjuborg (Ladoga), Kœnugarðr (Kiev), Pallteskja (Polotsk), Smaleskja (Smolensk), Súrsdalar (Souzdal), Móramar (Mourom) et Ráðstofa (Rostov).

## Rois légendaires de Garðaríki
- Svafrlami (cité dans la Hervarar saga ok Heiðreks)
- Rollaugr (cité dans la Hervara saga ok Heiðreks)
- Ráðbarðr (cité dans la Sögubrot af nokkrum fornkonungum)
- Hreggviðr (cité dans la Göngu-Hrólfs saga)
- Hálfdan Brönufostri (roi de Sviþjóð hin kalda, cité dans la Sörla saga sterka)
- Vissavald (roi de Norvège, cité dans la Ólafs saga Tryggvasonar d'Oddr Snorrason)

## Lecture
- Brandt, Dagmar: Gardariki. Ein Stufenbuch aus dem russischen Raum (Roman). 2 Volumes, Berlin 1943. Reprint Faksimile Verlag Bremen 1981.